# Linda Dekker
Linda Dekker is een personage uit de Nederlandse soapserie Goede tijden, slechte tijden. Linda wordt gespeeld door actrice Babette van Veen en debuteerde in de eerste aflevering op 1 oktober 1990. Van Veen onderbrak haar werkzaamheden bij de soap meerdere keren. Het personage Linda is gebaseerd op Penny Russell uit de Australische soapserie The Restless Years; ze is voornamelijk bekend vanwege haar driehoeksverhouding met Arnie Alberts & Roos de Jager en van haar affaires met oudere mannen (Herman Hogendoorn en Robert Alberts).

## Casting en creatie

### Casting
Van Veen werd gevraagd voor de rol van Linda Dekker en hoefde maar twee screentests te doen om de rol daadwerkelijk te krijgen. Hoewel ook andere actrices auditie deden, o.a. Cynthia Abma, waren de producenten er vanaf het begin al van overtuigd dat ze Van Veen wilden. Van Veen gaf aan interesse te hebben in de rol, vooral ook omdat de rol van Linda tijdens de eerste twee seizoenen maar in een deel van de afleveringen aanwezig zou zijn. Dit omdat de verhaallijnen een letterlijke vertaling waren van de Australische versie. Van Veen wist dit en vond dit juist fijn, zodat ze ernaast ook aan andere producties kon werken. Vanaf seizoen 3 in 1993 besloten de schrijvers op eigen houtje verder te gaan en eigen verhaallijnen te creëren. Van Veen besloot hierin mee te gaan en vanaf dan speelt ze vier jaar lang onafgebroken de rol. Van Veen verlaat op 21 november 1997 de serie, om een maand later nog zes afleveringen te komen om 2 januari 1998 samen met haar broer uit de serie te vertrekken.
Van Veen was ook te zien als Linda Dekker in Goede tijden, slechte tijden: De reünie die tijdens tweede kerstdag 1998 werd uitgezonden.
Van Veen wordt na het vertrek meermaals benaderd voor een comeback die zijzelf meermaals afslaat. In 2005 werd ze benaderd met de vraag voor een comeback met een interessante verhaallijn. Van Veen ging akkoord en kwam voor drie maanden terug. 
In het najaar van 2010 werd de rol van Bianca Bouwhuis geïntroduceerd in de serie. De rol werd aanvankelijk gespeeld door actrice Cynthia Abma (2010-2013), maar werd later overgenomen door actrice Elvira Out (2013-2015). Out wist echter niet de charme aan de rol van Bianca te geven die de kijkers gewend waren van Abma. In het najaar van 2014 besloten de makers van de serie dat de rol van Bianca ten einde zou komen. De schrijvers van de serie moesten op zoek naar een nieuwe maatschappelijk ingestelde huisvrouw. In april 2015 werd bekend dat actrice Babette van Veen opnieuw gestalte zou gaan geven aan de rol van Linda Dekker. 
Door het wegvallen van het personage Bianca Bouwhuis kwam het personage Anton Bouwhuis relatief alleen te staan. Het was dan ook al vanaf het begin duidelijk dat Linda en Anton gestalte zouden gaan geven aan een nieuw gezin met puberende kinderen. Deze kinderen, Sam en Rover, waren afkomstig uit een eerder huwelijk van Linda.
Op 9 december 2021 werden Van Veen en diens tegenspeler Joep Sertons onverwacht uit de serie geschreven. Beide zagen dit niet aankomen. Echter werd Van Veen enkele maanden later benaderd voor een 'tijdelijke' comeback. Van Veen gaf hier gehoor aan, maar had vanuit haar zelf wel aantal eisen. Van Veen keerde 4 juli 2022 weer terug. Ook Sertons werd benaderd, maar die weigerde. Van Veen gaf aan dat ze nog wel bezig waren om Sertons voor enkele afleveringen voor in het najaar van 2022 terug te laten keren, wat uiteindelijk niet gebeurde.

### Ontwikkeling
Het personage Linda kende in het verleden een egoïstisch en zelfingenomen karakter. Bij haar terugkeer in 2015 had Linda een transformatie ondergaan: ze was niet meer zo bitchy en was inmiddels een volwassener vrouw met liefde voor haar twee puberende kinderen. Daarnaast werd Linda ook wat onzekerder en naiver.
Opmerkelijk was dat Linda tijdens haar terugkeer in 2005 was gediagnosticeerd met de zeldzame en ongeneselijke ziekte narcolepsie. Tijdens haar terugkeer in 2015 werd hier niet meer over gesproken of kreeg ze überhaupt sindsdien een aanval.

## Verhaallijnen

### Achtergrond
Linda Dekker werd als kind wees en werd met haar oudere broer Simon opgevoed door Helen Helmink. Tijdens de middelbare school kreeg ze een relatie met Arnie Alberts.

### 1990–1998
Nadat ze haar diploma behaalde besloot ze haar charmes te gebruiken voor haar carriere. Ze verbrak haar relatie met Arnie om een relatie te beginnen met miljonairszoon Rien Hogendoorn. Deze financierde samen met zijn vader haar zangloopbaan die mislukte. Daarna verliet Dekker Rien en begon een relatie met diens vader Herman Hogendoorn. Met hem verhuisde ze naar New York waar ze door hem mishandeld werd. Haar jeugdvriend Arnie Alberts haalde haar uit Amerika op en zij vervolgde haar pogingen om als zangeres door te breken waardoor haar herstarte romance met Arnie ten einde kwam. Dekker verhuisde naar Duitsland en een jaar later naar Parijs waar ze als prostituee ging werken maar uitgebuit werd door haar pooiers. Zij vroeg Arnie opnieuw haar te helpen maar die weigerde. Twee vrienden van Arnie, Peter Kelder en Mickey Lammers hielpen haar uit het bordeel te ontsnappen en terug te keren naar Meerdijk. Hier begon zij met financiële ondersteuning van Robert Alberts samen met Fatima Yilmaz een modewinkel, LindaLook en kreeg een verhouding met Robert Alberts die getrouwd is. Nadat diens vrouw Laura erachter komt en haar man door een passpiegel duwde waarbij deze gewond raakte kwam de relatie ten einde. De modewinkel werd vervolgens meerdere malen overvallen door een groep jongeren die uiteindelijk werden gearresteerd. Hierna kreeg zij een relatie met de kunstenaar Stan Nijholt die echter al een relatie had met haar vroegere schoonmoeder Laura. Selmhorst kwam achter de relatie en viel Linda aan met een schaar en deze diende een aanklacht tegen haar in. Na bemiddeling van onder meer Robert, Stan en Arnie liet Dekker haar aanklacht vallen. Hierna richtte zij samen met voormalig schoolvriendin Suzanne Balk een bureau op, Variety, dat kantoor hield in een bedrijfsgebouw waar ook het bedrijf Alberts&Alberts huisde. Dekker kreeg hier weer contact met Arnie Alberts waarmee zij opnieuw een relatie begon. Arnie was echter reeds samen met een andere vrouw, Roos, en kon uiteindelijk niet kiezen. Hij verliet Meerdijk en ging werken op een cruiseschip om zo rustig te kunnen nadenken met wie hij verder wild gaan. Uiteindelijk koos hij na terugkomst voor Roos maar verongelukte kort daarna in Venezuela. Dekker ging op reis voor een opdracht van Variety naar Thailand en werd op de luchthaven gearresteerd omdat Ada Erens haar koffer gevuld had met verdovende middelen. In de gevangenis leerde ze Erik Hamans kennen met wie ze na vrijlating trouwde en waarmee ze zich in Brazilië vestigde. Ze keerde hierna kort terug naar Meerdijk als haar doodgewaande broer Simon daar plotseling verschijnt.

### 2005–2006
Vanwege de begrafenis van haar overleden jeugdliefde Arnie Alberts keerde de inmiddels gescheiden Dekker tijdelijk naar Meerdijk terug. Zij vroeg het bureau van haar overleden vriend een reclamecampagne te ontwikkelen voor haar kledinglijn en had vervolgens weer een relatie met haar vroegere vriend Robert. Ze kreeg een zakelijk conflict met Morris Fischer die haar hard duwde waarbij ze ernstig ten val kwam en tegelijkertijd last kreeg van haar ziekte narcolepsie. Hierdoor werd ze door Morris als dood aangezien waarna ze werd gedumpt bij de vuilverwerking. Bijgekomen keerde ze terug naar Meerdijk en vertrok daarna naar Brazilië, maar niet voordat ze wraak had genomen op Morris.

### 2015–2021
Linda woonde in Canada en was inmiddels getrouwd met de Nederlandse Amerikaan Bill Norris. Zij besloot omdat ze financieel aan de grond zitten en omdat haar echtgenoot twijfelde aan het misbruiken van hun zoon Rover door de plaatselijke dominee met hem terug te keren naar Meerdijk. Haar dochter Sam die in Canada op kostschool zat zou later overkomen en wilde zich in Nederland richten op haar sportcarrière. Linda werd manager van het bedrijf Sapsalon waar ze terechtkon na het overlijden van de eigenaar Bianca Bouwhuis en haar man Anton Bouwhuis de zaak niet meer alleen draaiende wilde houden. Het samenwerken ging moeizaam omdat Anton zelf de beslissingen wilde nemen. Maxime Sanders haatte Anton omdat hij zijn vrouw verdedigde nadat die haar vriend Ardil Baydar vermoordde. Maxime en Linda beraamden een plan om de Sapsalon met verlies te laten draaien zodat Maxime de zaak kon overnemen en Linda de leiding kreeg. Linda kreeg echter berouw en werd verliefd op Anton met wie ze ging samenwonen en trouwen. Op de bruiloft kon Bill niet van Linda afblijven; ze zoenden elkaar.
Het huwelijk van Linda en Anton leek echter stootvast totdat Anton voor een andere baan buiten het ziekenhuis koos en een relatie begon met de jonge nagelstyliste Shanti Vening, die ook haar intrek nam in het huis. Linda zette haar zinnen op een vechtscheiding en kreeg een wapen in handen toen Shanti laaggeletterd bleek te zijn. Shanti's moeder, drugshandelaarster Billy de Palma, was er getuige van hoe haar vervreemde dochter publiekelijk voor schut werd gezet door Linda. Billy hielp Linda aan een cocaïneverslaving en vertelde pas de waarheid nadat Linda brand had gesticht op de kamer van Anton en Shanti, en daar verslag van deed. Spijt kreeg Linda pas nadat ze gearresteerd werd, en Anton haar eraan herinnerde dat hij en Shanti bijna dood waren geweest. Anton deed echter een goed woordje voor Linda en maakte het uit met Shanti die zwanger van hem was, totdat ze een miskraam kreeg. Linda werd gechanteerd door Billy; ze moest Anton en Shanti weer bij elkaar brengen om de details over haar drugsgebruik binnenskamers te houden. Linda weigerde daaraan toe te geven; ze keerde terug naar Anton en biechtte alles op.
Ondertussen waren Sam en Rover afzonderlijk naar het buitenland gegaan, en nam ex-schoonzus Janine Elschot haar intrek in het huis. Janine was net gescheiden van Ludo Sanders en bleek borstkanker te hebben. Linda werd gevraagd om mee te werken aan een modeshow voor vrouwen met kanker; hierbij maakte ze van de gelegenheid gebruik om haar kledinglijn Linlicious nieuw leven in te blazen. Vijftiger Linda kwam op het idee om de markt voor vrouwen van middelbare leeftijd aan te boren, maar mede door de problemen waar zij mee worstelde was dat geen succes. Ze besloot er een punt achter te zetten en bij Anton te gaan werken als doktersassistente naast Saskia Verduyn. Ook dit ging mis toen ze een wachtende patiënt een snoepje gaf. Saskia moest hem van een verstikkingsdood redden. Linda gaf echter niet op en slaagde voor haar examen.
Linda sloot vriendschap met Judith Schoof, een patiënte met psychische klachten en een hoop schulden die niet betaald konden worden. Ze nam haar in huis, ondanks de protesten van Anton. Judith liep te stoken in hun huwelijk en nadat ze op straat werd gezet lokte ze Anton naar een verlaten huis waar ze hem gevangen hield. Linda en Antons dochter Tiffy Koster kwamen erachter waar Anton vastzat en schakelden de politie in. Linda voelde zich nog enige tijd schuldig omdat ze niet zag hoe Judith werkelijk was; ze overwoog te stoppen met haar baan in de praktijk, maar Anton wist haar daarvan te weerhouden.
Als Anton een baan als waarnemend huisarts kan aannemen op Bonaire gaat Linda met hem mee. 

### 2022–heden
Linda keert een half jaar na vertrek terug naar Meerdijk. Na het overlijden van Roman van Loon, die voor een jaar lang Antons praktijk zou runnen, hebben ze een nieuwe waarnemend huisarts gevonden in Luuk Bos. Linda moet Luuk wegwijs maken in de praktijk, maar dat vindt ze helemaal niet erg aangezien ze dan inmiddels aan Janine heeft opgebiecht het verschrikkelijk te vinden op Bonaire. Wanneer Linda de praktijk heeft verder geholpen keert ze terug naar Bonaire, maar staat binnen een paar dagen weer terug in Meerdijk. Anton wil voorgoed op Bonaire blijven en heeft plannen om een huisartsenpraktijk te gaan overkopen. Dit tot ergernis van Linda en die besluit voorgoed terug te keren naar Meerdijk.
Linda verkoopt het huis en trekt tijdelijk in bij Ludo en Janine. Ze besluit echter wel haar oude baan als doktersassistent op te pakken bij de vervanger van Anton, Luuk Bos. De twee draaien enkele maanden om elkaar heen en beginnen een relatie. Tot ongenoegen van Luuk die niet tegen de onzekerheden van Linda over hun relatie kan. Als Luuk een medische misser maakt besluit Linda voor hem te liegen wat hen meer in de problemen brengt totdat Luuk het uiteindelijk opbiecht.
Linda en Luuk krijgen een knipperlicht relatie, maar blijken toch van elkaar te houden. Na het grote auto-ongeluk vraagt Luuk haar in de ambulance ten huwelijk. Als Linda een aantal maanden later aan het sporten is in BOKS vindt ze in de kleedkamer een sporttas met geld, ze kan de verleiding niet aan en besluit flink wat geld hieruit te stelen. Dit geld blijkt later drugsgeld te zijn van de corrupte politieagent Kaan van Leeuwen. Linda wordt vervolgens bedreigt en ze besluit haar partner Luuk in te lichten, hij besluit het geld op een afgelegen plek terug te brengen waarmee het probleem opgelost lijkt. Echter raakt Luuk er weer bij betrokken door Bing Mauricius te helpen die door Kaan onderdrukt wordt. Als Luuk en Bing een van Kaan zijn mensen, een vrouw genaamd Wies, weet te overtuigen met hun samen te werken worden zij en Linda door Kaan ontvoerd. Als Kaan er via Linda achter komt dat Luuk en Bing bezig zijn om naar de rijksrecherche te gaan wil hij ontsnappen, buiten ziet hij echter dat hij omsingeld is. Vervolgens houdt hij Linda en Wies onder schot terwijl ze in een auto stappen en dreigt dat ze met de auto door een politiebalustrade moet rijden; terwijl Linda vol gas geeft springt Wies uit de auto en wordt dood geschoten, Linda besluit vervolgens ook uit de auto te springen en wordt in haar buik geschoten. Ze belandt in het ziekenhuis waar ze weet te herstellen.